# حزب برای آزادی
حزب برای آزادی (هلندی: Partij voor de Vrijheid) از احزاب پوپولیست جناح راستی، ملی‌گرا در هلند است. این حزب که در سال ۲۰۰۵ به عنوان جانشین حزب یک نفرهٔ خیرت ویلدرس در مجلس سفلای پارلمان هلند تأسیس شد، در انتخابات سراسری سال ۲۰۰۶ نه کرسی برنده شد و تبدیل به پنجمین حزب بزرگ پارلمان شد. در سال ۲۰۱۰، این حزب ۲۴ کرسی برد و به سومین حزب بزرگ تبدیل شد. در آن زمان حزب موافقت کرد بدون داشتن وزیر در کابینه از دولت اقلیت به رهبری مارک روته حمایت کند. به هر روی این حزب در سال ۲۰۱۲ به دلیل اختلاف بر سر کاهش بودجه به حمایت خود پایان داد. حزب در انتخابات ۲۰۱۴ پارلمان اروپا در هلند سوم شد و چهار کرسی از ۲۴ کرسی هلند را به دست آورد.
حزب برای آزادی با داشتن مواردی چون بازداشت اداری و موضع قوی همگون‌سازی فرهنگی در خصوص تلفیق مهاجران در جامعه سوئد در برنامه اش از احزاب تثبیت شده راست میانه در هلند (مثل حزب مردم برای آزادی و دموکراسی) متفاوت است. علاوه بر این این حزب به طور پیوسته نسبت به اروپا شکاک است و از سال ۲۰۱۲ قویاً مدافع خروج هلند از اتحادیه اروپا است.